# Peter Liechti
Peter Liechti (8 de enero de 1951 - 4 de abril de 2014) fue un director de cine suizo. Dirigió más de 100 películas alemanas-suizas. Fue nominado a muchos premios.
La mayoría de sus películas fueron mostradas en el Festival Internacional de Cine de Berlín (BIFF). Recientemente, fue galardonado con una entrega de premios honoríficos en el BIFF en 2013. Nació en St. Gallen, Suiza.
Liechti murió el 6 de abril de 2014, a los 63 años de edad.

## Filmografía
- 2013: Vaters Garten
- 2009: Das Summen der Insekten – Bericht einer Mumie
- 2006: Hardcore Chambermusic – Ein Club für 30 Tage
- 2004: Namibia Crossings
- 2003: Hans im Glück – Drei Versuche, das Rauchen loszuwerden
- 1999: MSF Médécins sans Frontières – ein Versuch zum Elend in der Kultur
- 1997: Marthas Garten
- 1996: Signers Koffer – Unterwegs mit Roman Signer
- 1991: A Hole in the Hat
- 1990: Grimsel – Ein Augenschein
- 1990: Roman Signer, Zündschnur
- 1989: Kick That Habit
- 1987: Drei Kunst-Editionen
- 1987: Tauwetter
- 1987: Théâtre de l’Espérance
- 1986: Ausflug ins Gebirg
- 1985: Senkrecht/Waagrecht
- 1984: Sommerhügel

## Premios
- 2014: Schweizer Filmpreis in der Kategorie Dokumentarfilm für Vaters Garten
- 2013: Zürcher Filmpreis für Vaters Garten
- 2010: Zürcher Kunstpreis
- 2010: Kulturpreis der Stadt St. Gallen[2]
- 2009: Zürcher Filmpreis für The Sound of Insects
- 2009: Europäischer Dokumentarfilmpreis Prix Arte für The Sound of Insects
- 2005: Nomination für den Schweizer Filmpreis (Bester Dokumentarfilm) für Namibia Crossings
- 2003: Zürcher Filmpreis für Hans im Glück
- 1998: Berner Filmpreis für Martha’s Garten
- 1996: Zürcher Filmpreis für Signers Koffer
- 1996: Berner Filmpreis für Signers Koffer
- 1995: Action Light Award Locarno für Signers Koffer
- 1995: SSA Award (Bestes Drehbuch) für Signers Koffer
- 1990: Berner Filmpreis für Grimsel
- 1986: Kantonaler Kulturpreis St. Gallen